# Yi (Anhui)
Yi (chiń. upr. 黟县; chiń. trad. 黟縣; pinyin Yī Xiàn) – powiat w północno-zachodniej części prefektury miejskiej Huangshan w prowincji Anhui w Chińskiej Republice Ludowej. Liczba mieszkańców powiatu, w 2018 roku, wynosiła około 82 000.